# Martim Marques
Martim Alexandre Costa Marques (Vila Nova de Gaia, Portugal, 11 de febrero de 2004) es un futbolista portugués que juega como defensa en el F. C. Lugano de la Superliga de Suiza.

## Carrera internacional
Es internacional con la selección nacional de Portugal. Formó parte de la selección de fútbol sub-19 de Portugal que quedó subcampeón en el Campeonato Europeo de la UEFA Sub-19 de la UEFA en 2023.

## Estadísticas

### Clubes
Actualizado al último partido disputado el 10 de febrero de 2022.
| Club                            | Div.          | Temporada     | Liga  | Liga  | Copas nacionales | Copas nacionales | Copas internacionales | Copas internacionales | Total | Total |
| Club                            | Div.          | Temporada     | Part. | Goles | Part.            | Goles            | Part.                 | Goles                 | Part. | Goles |
| ------------------------------- | ------------- | ------------- | ----- | ----- | ---------------- | ---------------- | --------------------- | --------------------- | ----- | ----- |
| Sporting de Lisboa "B" Portugal | 3.ª           | 2021-22       | 1     | 0     | ―                | ―                | ―                     | ―                     | 1     | 0     |
| Sporting de Lisboa "B" Portugal | Total club    | Total club    | 1     | 0     | 0                | 0                | 0                     | 0                     | 1     | 0     |
| F. C. Lugano · Suiza            | 1.ª           | 2023-24       | 12    | 2     | 0                | 0                | ―                     | ―                     | 12    | 2     |
| F. C. Lugano · Suiza            | Total club    | Total club    | 12    | 2     | 0                | 0                | 0                     | 0                     | 12    | 2     |
| Total carrera                   | Total carrera | Total carrera | 13    | 2     | 0                | 0                | 0                     | 0                     | 13    | 2     |

### Selección nacional
| Equipo                                 | PJ | G |
| -------------------------------------- | -- | - |
| Selección de fútbol sub-18 de Portugal | 9  | 0 |
| Selección de fútbol sub-19 de Portugal | 13 | 0 |
| Selección de fútbol sub-20 de Portugal | 5  | 1 |
| Total                                  | 27 | 1 |